# 潘塘街道 (徐州市)
潘塘街道，是中华人民共和国江苏省徐州市云龙区下辖的一个乡镇级行政单位。

## 行政区划
潘塘街道下辖以下地区：
赵店村、孙店村、姜楼村和潘塘村。